# Магнус I (король Швеції)
Магнус I, також Магнус Сильний або Магнус Нільссон (1106 — 1134) — король Швеції (1126—1130). Походив з династій Естрідсенів та Стенкілів.

## Біографія

### Королювання
Магнус був сином короля Данії Нільса I та Маргарет, дочки Інге I Старого (з династії Стенкілів).
За часів короля Інге II Стенкеля у 1125 році Магнус став ярлом Йоталанду. Тут він зміг здобути підтримку з боку йотської знаті, яка складала основну силу провінції. На той час Швеція була федерацією напівнезалежних володінь — Йоталанду, Свеаланду, Норрланду, де ярли представляли короля й фактично були господарями земель. Найпотужнішими були Йоталанд та Свеланд. Скориставшись тим, що у 1125 році короля Інге II було отруєно Магнус вирішив розпочати боротьбу за шведський трон. Проте в цей час на короля обрано знаттю свеїв ще одного представника Стенкілів — Рагнвальда.

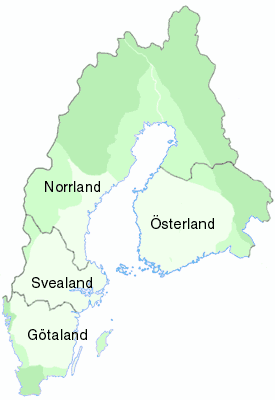
Області правління Магнуса I Сильного

Магнус не склав зброї. Його прихильники вже у 1126 році організували замах на короля Рагнвальда й вбили його. Магнус I зміг стати новим королем Швеції. Для зміцнення свого становища він одружився з донькою Болеслава III — короля Польщі з династії П'ястів. У 1130 році навіть допоміг останньому завоювати острів Рюген. Проте незабаром розпочалася війна з лангманом Естерйотланду Сверкером Кольссоном. У 1130 році Магнус зазнав поразки й вимушений був втікати до Данії. Переможець став новим королем Швеції Сверкером I.

### Останні роки
У Данії він почав намагатися зайняти трон Данії, як родич данських королів. У 1131 році він організував вбивство Канута Лаварда, можливого претендента на корону Данії. Натомість отримав герцогство Шлезвіг. Все це спричинило війну між зведеним братом Канута Еріком та королем Нільсом I й Магнусом Сильним. Вирішальна битва відбулася 4 червня 1134 року при Фотевіці у Сконе, де Нільс та Магнус зазнали поразки, а останній загинув.

## Родина
Дружина — Рикса (116—1156), дочка Болеслава III П'яста, короля Польщі.
Діти:
- Канут (1129—1157), король Данії з 1146 до 1157 року
- Нільс (д/н-1158)